# Druzus III
Druzus III (łac. Claudius Drusus Iulius Caesar) (ur. 8 n.e., zm. 33 n.e.) – blisko spokrewniony z cesarzami z dynastii julijsko-klaudyjskiej, młodszy syn Germanika i Agrypiny Starszej. Był bratem Nerona Cezara i cezara Kaliguli oraz Agrypiny Młodszej, Julii Druzylli i Julii Liwilli.
6 maja 17 n.e. wraz z rodzeństwem brał udział w triumfie swojego ojca, Germanika, za zwycięstwa nad Cheruskami i Chattami.
W 23 n.e.u przywdział togę męską (toga virilis). Na wniosek Tyberiusza senat zezwolił Druzusowi ubiegać się o kwesturę na pięć lat przed uzyskaniem przewidywanego prawem wieku. Otrzymał też godność augura
Po śmierci syna Druzusa w 23 n.e., Tyberiusz przyprowadził do senatu Druzusa i jego starszego brata Nerona, polecając ich opiece senatorów. Dzień pierwszego wystąpienia w życiu politycznym Druzusa i Nerona, Tyberiusz uczcił darem pieniężnym dla ludu.
Jednak gdy w 24 n.e. pontyficy zarządzili podjęcie takich samych modłów i złożenie ofiar za Nerona i Druzusa, jak za cesarza Tyberiusza, ten ostatni wystąpił w senacie z mową, w której wyraził opinię, że takie oznaki czci należą się tylko osobom wiekowym i zasłużonym. Z naganą spotkali się też arcykapłani za próbę wywyższania młodzieńców. Był to sygnał dla senatorów, że zmienia się nastawienie cesarza do synów Agrypiny.
W 25 n.e. sprawował funkcję prefekta miasta i przewodniczył uroczystościom latyńskim.
W dzieciństwie był zaręczony z Salwią, siostrą przyszłego cesarza Marka Salwiusza Otona, ale małżeństwo z nieznanych przyczyn nie doszło do skutku.
Był żonaty z Emilią Lepidą.
Druzus był w złych stosunkach ze swoim starszym bratem Neronem, zarówno z powodu żądzy władzy, gdyż brat był pierwszym potencjalnym następcą Tyberiusza, jak i z powodu zazdrości, Neron był ulubieńcem matki, Agrypiny. Związało to Druzusa z wpływowym prefektem Sejanem, który potajemnie dążył do usunięcia Nerona.
Kiedy w 29 n.e. Agrypina i Neron zostali zesłani, głównym potencjalnym następcą Tyberiusza został Druzus. Teraz Sejan wystąpił przeciwko niemu, wciągając do oskarżeń przeciw mężowi Emilię Lepidę. Oskarżony o spiskowanie przeciw Tyberiuszowi został uwięziony i ogłoszony wrogiem państwa. W 31 n.e. po odkryciu przygotowań do zamachu stanu ze strony Sejana, Tyberiusz obawiając się zamieszek polecił, by w razie potrzeby wypuścić Druzusa z więzienia i postawić na czele wojska. Nie było takiej konieczności, bo spisek Sejana został opanowany.
W 33 n.e. Druzus został w więzieniu w podziemiach Palatynu zagłodzony na śmierć. Przedłużył swoje życie próbując jeść włosie z materaca. Jego szczątki kazał później Kaligula przenieść do Mauzoleum Augusta.
Jako wyjątkowe okrucieństwo odebrano to, że Tyberiusz kazał odczytać w senacie dziennik, w którym spisywano przez lata wszystkie słowa i czyny Druzusa, doniesienia szpiegów, raporty o prześladowaniach przez niewolników i strażników Druzusa w więzieniu, a nawet ostatnie błagania o kęs jedzenia.

## Wywód przodków
| 4. Druzus Starszy  |  |                      |  |  |               |
|                    |  | 2. Germanik          |  |  |               |
| 5. Antonia Młodsza |  |                      |  |  |               |
|                    |  |                      |  |  | 1. Druzus III |
| 6. Marek Agrypa    |  |                      |  |  |               |
|                    |  | 3. Agryppina Starsza |  |  |               |
| 7. Julia           |  |                      |  |  |               |
|                    |  |                      |  |  |               |